# The E.N.D.
The E.N.D. (скраћено од The Energy Never Dies — Енергија никада не умире) пети је студијски албум музичке групе The Black Eyed Peas. Објављен је 3. јуна 2009. године. Албум је достигао успех пошто се нашао на 1. месту великог броја топ листа. Са албума је објављено 6 синглова. Наредне године објављен је ремикс албум The E.N.D. Summer 2010 Canadian Invasion Tour: Remix Collection са сингловима са овог албума.
Албум је номинован за 6 награда Греми 2010. године у различитим категоријама.

## Списак песама
1. Boom Boom Pow
2. Rock That Body
3. Meet Me Halfway
4. Imma Be
5. I Gotta Feeling
6. Alive
7. Missing You
8. Ring-A-Ling
9. Party All the Time
10. Out of My Head
11. Electric City
12. Showdown
13. Now Generation
14. One Tribe
15. Rockin to the Beat